# 阿尔波特·班杜拉
阿尔波特·班杜拉（英語：Albert Bandura，1925年12月4日—2021年7月26日)，中文翻譯有時也翻：班都拉。加拿大心理学家，以其社會學習論著称。

## 生平
班杜拉出生在加拿大艾伯塔省曼達爾，一個有大約四百名居民的城鎮，是六口之家中最小的孩子，也是唯一的兒子。在這樣一個偏遠的城鎮中，教育的局限性使班杜拉在學習方面變得獨立自主，這些發展的特質被證明對他漫長的職業生涯非常有幫助。班杜拉具有波蘭和烏克蘭血統。他的父親來自波蘭的克拉科夫，母親來自烏克蘭。
班杜拉的父母是鼓励他离开所居住的小村庄探索的关键影响因素。中學畢業後的夏天，班杜拉在育空地區工作，以保護阿拉斯加高速公路免於下沉。班杜拉後來將他在北部苔原上的工作歸功於他對人類心理病理學的興趣。正是在育空地區的這種經歷中，他暴露於飲酒和賭博的亞文化中，這有助於拓寬他對生活的看法和觀點範圍。
班杜拉於1949年到達美國，並於1956年成為美國公民。他於1952年與弗吉尼亞·瓦爾恩斯結婚，他們撫養了兩個女兒，卡羅爾和瑪麗。班杜拉毕业于不列颠哥伦比亚大学，1951年获得爱荷华大学硕士学位，次年又获得该校博士学位。
1953年，班杜拉加入斯坦福大学心理学系， 班杜拉的第一本书《青少年的攻击》（1959年），和后来的《攻击：社会学习的分析》一书（1973年）。 
1963年，班杜拉发表了他的第二本书《社会学习与人格发展》。1977年，班杜拉发表了the ambitious 《社会学习理论》一书。

1986年，班杜拉发表了《思想与行为的社会基础：一种社会认知理论》一书，提出社會學習論。 
在班杜拉1997年发表的著作《自我效能》（英語：Self Efficacy: The Exercise of Control）中，他建立了自己關於自我效能的理論，並將其應用在許多領域上，如生命歷程發展 、教育、健康、精神病理学、运动、商業和国际事务。1974年，美国心理学会选举班杜拉担任主席。

## 个人生活
班杜拉和他的妻子 Ginny Varns 有2个女儿：Carol and Mary。

## 学术研究
班杜拉在史丹佛大學開始研究心理治療的交互作用，以及導致孩童的攻擊行為的家庭型態，和其研究生沃爾特·米歇爾共同研究攻擊行為的家庭成因，引起學界對性格發展中仿效歷程的重視，也就是性格發展可以透過觀察別人行為而習得。
班杜拉也致力於探討「自我歷程」，研究個人目標、自我評價、自我表現能力信念的思考歷程，將人看成是自己的「代理人」，也就是我們能夠影響自身的發展，且不單只分析個體，他同時也強調社會的影響，例如社經狀況如何影響人對於自己能夠改變事物的信念。
班杜拉從事多面向研究的目的是為建立更完善的人類行為論，增進對於人類各層面的了解，他在1986年出版的《思考與行為的社會基礎》(Social Foundation of Thought and Action)，為其不朽之作，此書整理龐大的心理學知識，並統整了性格歷程及性格結構，樹立班杜拉在性格理論中的卓越地位。  

## 著作
- Bandura, A. (1973). Aggression: A social learning analysis. Englewood Cliffs, NJ: Prentice-Hall.
- Bandura, A. (1977). Social learning theory. Englewood Cliffs, NJ: Prentice Hall.
- Bandura, A. (1986). Social foundations of thought and action: A social cognitive theory. Englewood Cliffs, NJ: Prentice-Hall.
- Bandura, A. (1989). Social cognitive theory. In R. Vasta (Ed.), Annals of Child Development, 6. Six theories of child development (pp. 1-60). Greenwich, CT: JAI Press.
- Bandura, A. (1997). Self-efficacy: The exercise of control. New York: W. H. Freeman. ISBN 0-7167-2626-2
- Bandura, A. (1999). Moral disengagement in the perpetration of inhumanities. Personality & Social Psychology Review, 3, 193-209.
- Bandura, A., & Walters. Richard H. (1959). Adolescent aggression; a study of the influence of child-training practices and family interrelationships. New York: Ronald Press.
- Bandura, A., & Walters, R. H. (1963). Social learning and personality development. New York: Holt, Rinehart, & Winston.
- Evans, R. I. (1989). Albert Bandura: The man and his ideas: A dialogue. New York: Praeger.
- Haggbloom, S. J., Warnick, R., et al (2002). The 100 most eminent psychologists of the 20th century. Review of General Psychology, 6(2), 139-152.
- Zimmerman, B. J., & Schunk, D. H. (Eds.)(2003). Educational psychology: A century of contributions. Mahwah, NJ, US: Erlbaum.